# Kaktussittich
Der Kaktussittich (Eupsittula cactorum) ist eine Papageienart aus der Familie der Eigentlichen Papageien (Psittacidae). Er lebt endemisch im nordöstlichen Brasilien, wo er vornehmlich die Caatinga genannte Dornstrauchsavanne besiedelt und sich vor allem von Früchten und Sämereien ernährt. Im illegalen Handel mit wild lebenden Papageien spielt die Art nur eine untergeordnete Rolle. Trotz fortschreitenden Habitatsverlustes gilt der Kaktussittich noch immer als häufig und nicht gefährdet.

## Merkmale

### Körperbau und Aussehen
Kaktussittiche erreichen ausgewachsen eine Größe von etwa 26 cm und eine Flügelspannweite zwischen 136 und 140 cm. Der kräftig gebaute, stark gebogene Schnabel wird circa 18 bis 20 mm lang. Das durchschnittliche Gewicht ist undokumentiert. Ein äußerlich erkennbarer Sexualdimorphismus anhand dessen die Geschlechter unterschieden werden könnten, liegt bei der Art nicht vor. Das Gefieder ist recht farbenfroh gefärbt. Oberseits zeigt sich vom Bürzel bis in den Nacken und entlang der Seiten des Halses ein kräftiges Grasgrün, die Oberschwanzdecken sind meist etwas heller. Scheitel, Stirn, Zügel und Wangen sind matt bräunlich mit variablem Anteil an Schiefergrau gefärbt. An den Ohrdecken findet sich ein verwaschener, hellgrüner Fleck. Der unbefiederte Augenring sticht in dunklem Weiß hervor. Kehle und Oberbrust zeigen wiederum eine bräunliche bis leicht orange Färbung, die im unteren Brustbereich und am Bauch von einem leuchtenden Orange-Gelb abgelöst wird. Die Schenkel und der Bereich um die Kloake tendieren eher ins Gelb-Grüne. Die Steuerfedern sind oberseits grün, wobei der körperferne Teil der innersten vier Federn graduell ins Bläuliche übergeht. Unterseits sind sie einheitlich schiefergrau gefärbt. Die Deckfedern des Oberflügels sind mehrheitlich grasgrün, mit Ausnahme der Außenfahnen der Handdecken, die eher ins Blau-Grüne tendieren. Am Unterflügel sind hingegen alle Deckfedern einheitlich gelblich grün. Die Schwungfedern zeigen an der Oberseite ein blaugrüne Außen- und grüne Innenfahnen sowie schwarz-blaue Spitzen. Ihre Unterseite ist matt grau. Die unbefiederten Läufe sind schiefergrau gefärbt. Die Iris des Auges zeigt ein dunkles Orange-Braun. Der Unterschnabel ist ebenso wie die Basis des Oberschnabels gräulich gefärbt. Zur Spitze hin wird dieser langsam hornfarben.
Juvenile Vögel sind allgemein blasser als die Adulten. Der Scheitel ist bei ihnen noch hellgrün gefärbt, während sich an der oberen Brust und der Kehle olivgrüne Töne finden. Darüber hinaus kann bei genauer Betrachtung eine etwas dunklere Iris als weiteres Unterscheidungsmerkmal herangezogen werden.

### Stimme
Kaktussittiche gelten vor allem im Flug als ruffreudige Vögel, die über eine kraftvolle Stimme verfügen. Bekannte Lautäußerungen umfassen ein hohes, kreischendes scraart scraart und ein lautstarkes cherr-chee sowie ein weicheres, zweisilbiges tchit tchit. Am Ansitz unterscheidet sich das Repertoire nicht erkennbar von den im Flug gehörten Tönen. Die Lautäußerungen des Kaktussittichs waren Gegenstand einer Studie aus dem Jahr 2018, bei der festgestellt wurde, dass sich diese auch bei Angehörigen derselben Unterart bereits bei im Abstand von weniger als 100 km gefangenen Vögeln in manchen Details unterscheiden. Diese auch von anderen Papageien-Arten bekannte Tatsache stellt eine zusätzliche Hürde für die Wiederauswilderung illegal gefangener Tiere dar, wenn sich diese anschließend am „falschen“ Ort wiederfinden und nicht mehr im früheren Ausmaß mit ihren Artgenossen sozial interagieren können.

## Habitat und Lebensweise

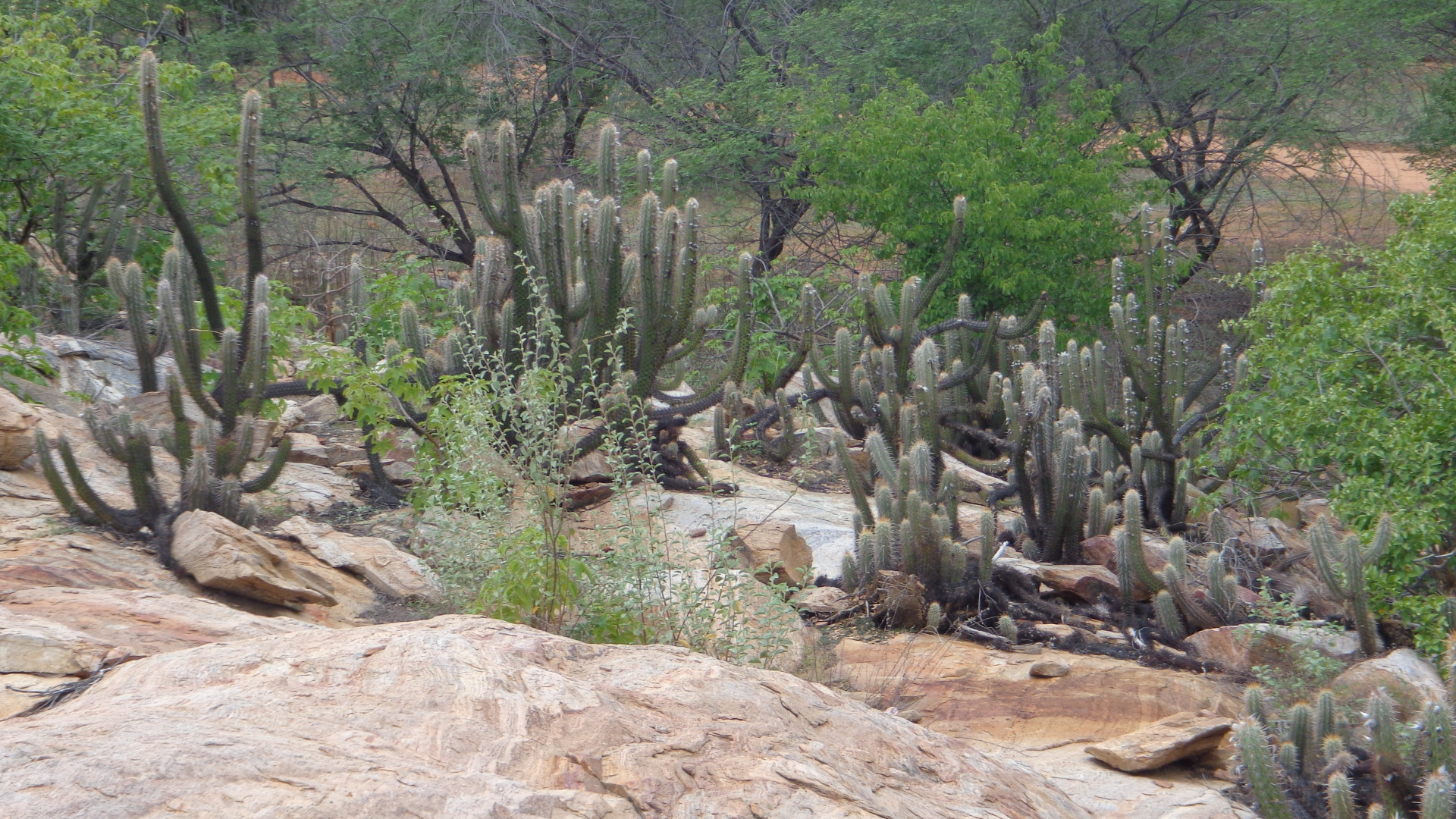
Die trockene Caatinga-Savanne im Nordosten Brasiliens ist der bevorzugte Lebensraum des Kaktussittichs

Der bevorzugte Lebensraum des Kaktussittichs ist die „Caatinga“ genannte, trockene Dornsavanne. Ferner werden auch noch wasserärmere, meist durch Überweidung entstandene Halbwüsten sowie Teile der etwas feuchteren, laubwechselnden Cerrado-Savannen besiedelt. Dabei sind sie in der Regel in Paaren anzutreffen, bilden außerhalb der Brutzeit aber auch gelegentlich Schwärme aus bis zu zwanzig Vögeln, vor allem in der Nähe ergiebiger Nahrungsquellen. Die Nahrung des Kaktussittichs besteht überwiegend aus Kaktussamen, Früchten, Nüssen und Beeren. Außerdem fressen sie landwirtschaftlich angebaute Früchte wie Reis, Getreide und Trauben. Über ein etwaiges Zugverhalten der Art ist nichts bekannt, zumindest kurze, lokale Migrationen als Reaktion auf Nahrungsknappheit werden aber als wahrscheinlich angenommen.

## Fortpflanzung
Die Brutbiologie wild lebender Kaktussittiche war lange völlig unbekannt, erst Mitte der 1990er-Jahre erfolgte erstmals eine Beschreibung der Nester und Eier. Dabei wurden zunächst im Norden des Bundesstaates Bahia vier Nester in Aushöhlungen von auf Bäumen angelegten Termitenbauten gefunden, die sich zwischen 1,7 und 2,7 m über dem Erdboden befanden. Die recht engen Kammern waren offenbar von den Altvögeln angelegt worden, zusätzliches Nistmaterial war keines vorhanden. Drei im Januar besuchte Nester enthielten jeweils fünf bis sechs, leicht ovale Eier mit mattweißer Schale und durchschnittlichen Abmessungen von 24,9 × 20,4 mm. Das vierte, im März desselben Jahres gefundene Nest enthielt drei Nestlinge und ein nicht geschlüpftes, offenbar unfruchtbares Ei. Eine spätere, ebenfalls in Bahia durchgeführte Studie fand 15 weitere Nester in den Monaten August bis März, die eine durchschnittliche Gelegegröße von drei Eiern enthielten. In Gefangenschaft gehaltene Kaktussittiche legen bis zu sechs Eier, die etwa 16 Tage lang bebrütet werden. Daran schließt sich eine Nestlingsphase von circa 6 Wochen an.

## Verbreitung und Gefährdung

Verbreitungsgebiet des Kaktussittichs

Der Kaktussittich ist ein endemischer Bewohner des brasilianischen Nordostens, wo sich sein Verbreitungsgebiet fast deckungsgleich mit dem Vorkommen der Caatinga-Savanne erstreckt. Es reicht in etwa vom nordöstlichen Minas Gerais und dem südlichen Ausläufer Bahias nordwärts bis nach Maranhão, Piauí, Ceará und Rio Grande do Norte. In unmittelbarer Nähe der Küste fehlt die Art jedoch. Eine angebliche Sichtung weiter nordwestlich an der Mündung des Amazonas in Pará wird mittlerweile als Verwechslung betrachtet. Der Kaktussittich gilt allgemein nicht als seltener Vogel und dürfte regional zu den häufigsten Vertretern seiner Familie gehören. Der Kaktussittich wird von der IUCN mit Stand 2016 auf der niedrigsten Gefährdungsstufe least concern („nicht gefährdet“) eingeordnet. Die Populationsgröße wird als unbekannt, jedoch stabil angesehen. Als größte Bedrohung für den langfristigen Fortbestand der Art wird Habitatverlust durch die Schaffung landwirtschaftlicher Flächen in der Region angenommen. Nur etwa 0,1 % der Caatinga sind gesetzlich geschützt, das einzige nennenswerte Schutzgebiet, in dem der Kaktussittich sicher nachgewiesen wurde, ist der etwa 130 ha große Nationalpark Serra da Capivara. Die Art wird in Anhang II des Washingtoner Artenschutzübereinkommens genannt und gelegentlich für den Handel gefangen, zählt jedoch nicht zu den beliebtesten als Haustier gehaltenen Papageien-Arten. Die dadurch entstehenden Verluste werden nicht als besorgniserregend betrachtet.

## Systematik

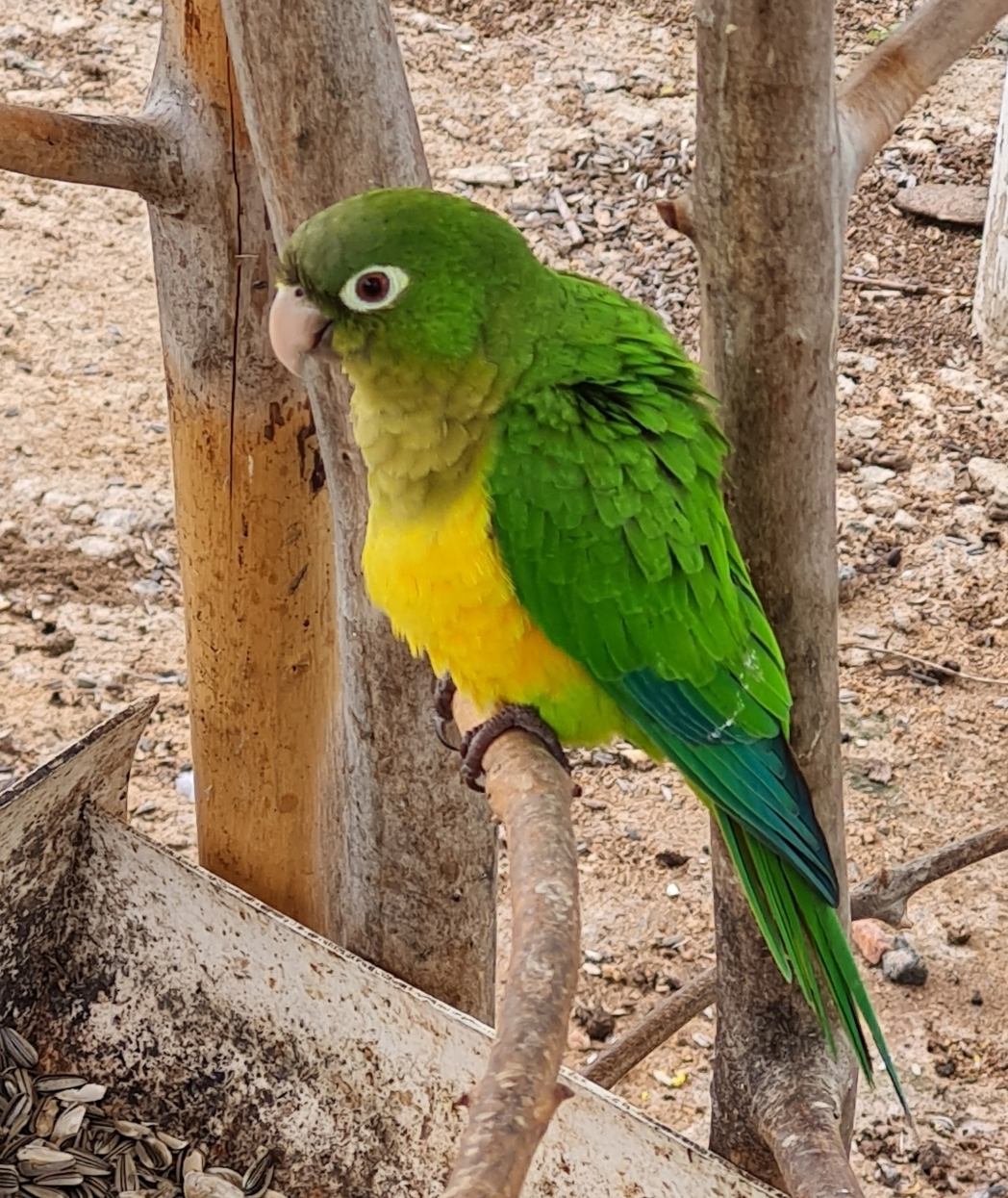
Kaktussittich der Unterart E. c. caixana

Die Erstbeschreibung des Kaktussittichs stammt aus dem Jahr 1820 und geht auf den deutschen Zoologen Heinrich Kuhl zurück. Der zugrundeliegende Holotyp stammt vermutlich aus der Umgebung des Rio Pardo im Südosten Bahias. Als wissenschaftlichen Namen der neuen Art wählte Kuhl zunächst das Binomen Psittacus cactorum, womit er sie zunächst in die Gattung der Graupapageien stellte. Das Artepitheton entstammt dem lateinischen und bedeutet „Kaktus“. 1937 stellte James Lee Peters die Art erstmals in die Gattung der Keilschwanzsittiche (Aratinga), was bis zu Beginn des 21. Jahrhunderts allgemein akzeptiert wurde. Moderne phylogenetische Untersuchungen anhand der DNA der Vögel stellten jedoch eine Paraphylie dieser Gattung in ihrer bisherigen Zusammenstellung fest und führten zu ihrer Aufsplittung in mehrere andere Gattungen. Infolgedessen kam der Kaktussittich in die ursprünglich 1853 von Charles Lucien Jules Laurent Bonaparte errichtete Gattung Eupsittula. Über eine Konspezifität mit dem äußerlich sehr ähnlichen Braunwangensittich (E. pertinax) wurde in der Vergangenheit wiederholt spekuliert. Obwohl Berichte über in Gefangenschaft entstandene Hybride existieren, gilt mittlerweile jedoch das Vorliegen zweier getrennter, eng verwandter Arten als wahrscheinlicher.
Innerhalb der Art werden zwei Unterarten als gültig betrachtet:
- Eupsittula cactorum cactorum (Kuhl, 1820) – Die Nominatform kommt rechts des Rio São Francisco und in den umliegenden Regionen des nordöstlichen Minas Gerais vor.[1]
- Eupsittula cactorum caixana (Spix, 1824) – Ursprünglich als eigene Art Aratinga caixana beschrieben.[2] Bewohnt das linke Ufer des Rio São Francisco. Diese Unterart kommt von Nordwest-Bahia über Piauí, West-Pernambuco bis nach Ceará und Maranhão vor. Ihre Vertreter neigen zu allgemein etwas blasserem Gefieder als E. c. cactorum. Augenfälligstes Unterscheidungsmerkmal ist das leuchtend gelbe Gefieder am Bauch und der Unterbrust, dem die orangen Einflüsse völlig fehlen.[1]